# Джордж Табори
Джордж Табори (на немски: George Tabori) (превеждан на български и като Георг Табори) е немски, австрийски и американски писател от унгарски произход с еврейски корени. Създава си име на романист, драматург, сценарист, актьор, театрален режисьор, журналист и преводач. Работи във Великобритания, САЩ, Австрия и Германия. Пише на немски и английски език.

## Биография
Джордж Табори е роден през 1914 г. в Будапеща в семейството на журналист с леви убеждения. Майката е дъщеря на австрийски лекар и Табори израства двуезично. До седемгодишната му възраст родителите го възпитават като католик сред католици и едва по-късно разкриват еврейския му произход.
След като полага матура, момчето заминава с баща си в Берлин. Там половин година изучава хотелиерство. Когато през 1933 г. на власт в Германия идва Хитлер, поради еврейския си произход Табори се вижда принуден да напусне Германия. Най-напред се завръща в Будапеща и започва да следва в университета, а през 1935 г. емигрира в Лондон и там работи като журналист.
Между 1941 и 1943 г. като чуждестранен кореспондент пътува в София и Истанбул – с прескачания до Палестина и Египет. По късно смята тези години за най-щастливия период от живота си.
По време на Втората световна война Табори получава през 1941 г. британско гражданство. До 1943 г. е военен кореспондент и заедно с това – офицер от британското военно разузнаване в Близкия Изток.
Макар да предлага на родителите си по телефона от Истанбул да емигрират, не успява да ги убеди. Баща му загива през 1944 г. в Освиенцим, а майка му по чудо се спасява от депортацията.
През 1943 г. Табори се завръща в Лондон и остава там до 1947 г. Издържа се като преводач и журналист за Би Би Си. Тогава създава първия си роман „Beneath the stone“ (1943), последван от нови романи.

## Творчество
Ужаса от расизма и масовите убийства Табори превъзмогва в творбите си чрез черен хумор и абсурден комизъм. В САЩ работи като кинодраматург, между другото с Алфред Хичкок и Бертолт Брехт. През 1971 г. се завръща в Европа.
След 1986 г. достига върха на театралното си изкуство във Виена („Бургтеатър“) и в Берлин („Берлинер ансамбъл“). Мнозина негови почитатели го наричат в последните дни от живота му „театралният крал“.

### Пиеси (подбор)
- The Niggerlovers (Diptychon), 1967
- Die Kannibalen, 1968

Канибалите, изд.: Black Flamingo, София (2013), прев. Владко Мурдаров
- Pinkville, 1971
- Sigmunds Freude, 1975
- Talk Show, 1976
- Abendschau, 1979
- Mutters Courage, 1979

На майка куражът, изд.: Пигмалион, Пловдив (2002), прев. Владко Мурдаров
На майка куражът, изд.: Black Flamingo, София (2013), прев. Владко Мурдаров
- Jubiläum, 1983

Юбилей, изд.: Пигмалион, Пловдив (2002), прев. Владко Мурдаров
Юбилей, изд.: Black Flamingo, София (2013), прев. Владко Мурдаров
- Peepshow – ein Rückblick, 1984 [3]

Пийпшоу, изд.: Пигмалион, Пловдив (2002), прев. Владко Мурдаров
Пийпшоу, изд.: Black Flamingo, София (2013), прев. Владко Мурдаров
- Schuldig geboren, 1987
- Mein Kampf, 1987

Mein Kampf, изд.: Пигмалион, Пловдив (2002), прев. Владко Мурдаров
Mein Kampf, изд.: Black Flamingo, София (2013), прев. Владко Мурдаров
- Weisman und Rotgesicht, 1990
- Der Babylon-Blues, 1991
- Goldberg-Variationen, 1991

Голдберг вариации, изд.: Black Flamingo, София (2013), прев. Владко Мурдаров
- Requiem für einen Spion, 1993

Реквием за един шпионин, изд.: Пигмалион, Пловдив (2002), прев. Владко Мурдаров
Реквием за един шпионин, изд.: Black Flamingo, София (2013), прев. Владко Мурдаров
- Die 25. Stunde, 1994

Двайсет и петият час, изд.: Black Flamingo, София (2013), прев. Владко Мурдаров
- Die Massenmörderin und ihre Freunde, 1995

Масовата убийца и нейните приятели, изд.: Black Flamingo, София (2013), прев. Владко Мурдаров
- Die Ballade vom Wiener Schnitzel, 1996

Балада за виенския шницел, изд.: Пигмалион, Пловдив (2002), прев. Владко Мурдаров
Балада за виенския шницел, изд.: Black Flamingo, София (2013), прев. Владко Мурдаров
- Letzte Nacht im September, 1997
- Die Brecht-Akte, 1999
- Frühzeitiges Ableben, 2001 [4]
- Das Erdbeben-Concerto, 2002
- Gesegnete Mahlzeit, 2007

Добър апетит!, изд.: Black Flamingo, София (2013), прев. Владко Мурдаров

### Други
- 1945: Beneath the stone (the scorpion), Roman
- 1959: Die Reise. Roman (The journey)
- 1981: Unterammergau oder Die guten Deutschen
- 1986: Meine Kämpfe
- 2002: Autodafé. Erinnerungen
- 2003: Son of a bitch. Roman eines Stadtneurotikers
- 2003: Ich versteh' nix Deutsch. Ein Manuskript
- 2004: Ein guter Mord. Roman
- 2004: Gefährten zur linken Hand. Roman
- 2004: Tod in Port Aarif. Roman
- 2004: Der Spielmacher. Gespräche mit George Tabori
- 2004: Exodos. Fortgesetzte Erinnerungen
- 2007: Bett & Bühne. Über das Theater und das Leben
- 2009: Gefährten zur linken Hand
- 2010: Meine Kämpfe

## Награди и отличия (подбор)
- 1955: British Academy Film Award, für Die jungen Liebenden
- 1976: „Награда на немската критика“
- 1978: Prix Italia – Hörspielpreis des Internationalen Fernseh- und Radiowettbewerbs, Rom
- 1981: „Федерален орден за заслуги“
- 1983: „Мюлхаймска награда за драматургия“
- 1987: „Награда Ернст Хоферихтер“
- 1987: „Награда Курд Ласвиц“
- 1988: Theaterpreis Berlin
- 1988: Josef Kainz-Medaille der Stadt Wien für herausragende Leistungen auf dem Theater
- 1990: „Награда Петер Вайс“ на град Бохум
- 1992: „Награда Георг Бюхнер“
- 1994: „Федерален орден за заслуги“ първа степен
- 1995: Ehrenmedaille der Bundeshauptstadt Wien in Gold
- 1997: Österreichisches Ehrenzeichen für Wissenschaft und Kunst
- 1998: „Награда Валтер Хазенклевер“
- 1998: Concordia-Preis
- 2000: Ehrenbürger der Gemeinde Eschede [5]
- 2000: Goethe-Medaille, Weimar
- 2001: „Каселска литературна награда“ за гротесков хумор
- 2001: Nestroy-Theaterpreis für das Lebenswerk
- 2003: Bruno-Kreisky-Preis für das politische Buch (Sonderpreis für sein publizistisches Gesamtwerk)
- 2003: Jeanette Schocken Preis
- 2005: Silbernes Blatt der Dramatiker-Union
- 2006: Großes Goldenes Ehrenzeichen mit dem Stern für Verdienste um die Republik Österreich
- 2006: Der Faust-Theaterpreis für sein Lebenswerk